# Zamek w Gościszowie
Zamek w Gościszowie (niem. Schloss Gießmannsdorf) – zabytkowy zamek w Gościszowie, w województwie dolnośląskim, w powiecie bolesławieckim, w gminie Nowogrodziec.

## Historia
Pierwsze wzmianki o zamku występują w 1294 roku. Sam zamek, zlokalizowany na sztucznej wyspie, powstał w miejscu słowiańskiego grodu zapewne niewiele wcześniej, z inicjatywy Henryka III głogowskiego.
Przebudowy dokonano w końcu XIV w. Jednak obecna jego forma pochodzi z kolejnej przebudowy w 1603 r. Otrzymał wtedy styl późnorenesansowy z zachowaniem pierwotnych fragmentów.
Zabudowa mieszkalna i gospodarcza otacza z trzech stron czworoboczny dziedziniec, zamknięty z czwartej strony murem. Zewnętrzny kształt jest w odróżnieniu owalny. Barokowy kamienny most prowadzi przez otaczającą całość fosę z wodą do bramy wjazdowej z bogato zdobionym renesansowym półkolistym głównym portalem nawiązującym do łuku tryumfalnego Konstantyna w Rzymie z dwoma kolumnami doryckimi podtrzymującymi fryz z dwoma rzędami 16 herbów rodowych:
- Góry rząd (od lewej) von: 1. Warnsdorf, 2. Nostitz, 3. X, 4. Braun, 5. Zedlitz, 6. Wiese, 7. Mühlheim, 8. Zedlitz.
- Dolny rząd (od lewej) von: 1. Thader, 2. Knobelsdorf, 3. Rechenberg, 4. Rechenberg, 5. Elbel, 6. X, 7. Peterswald, 8. Schonaich[6].

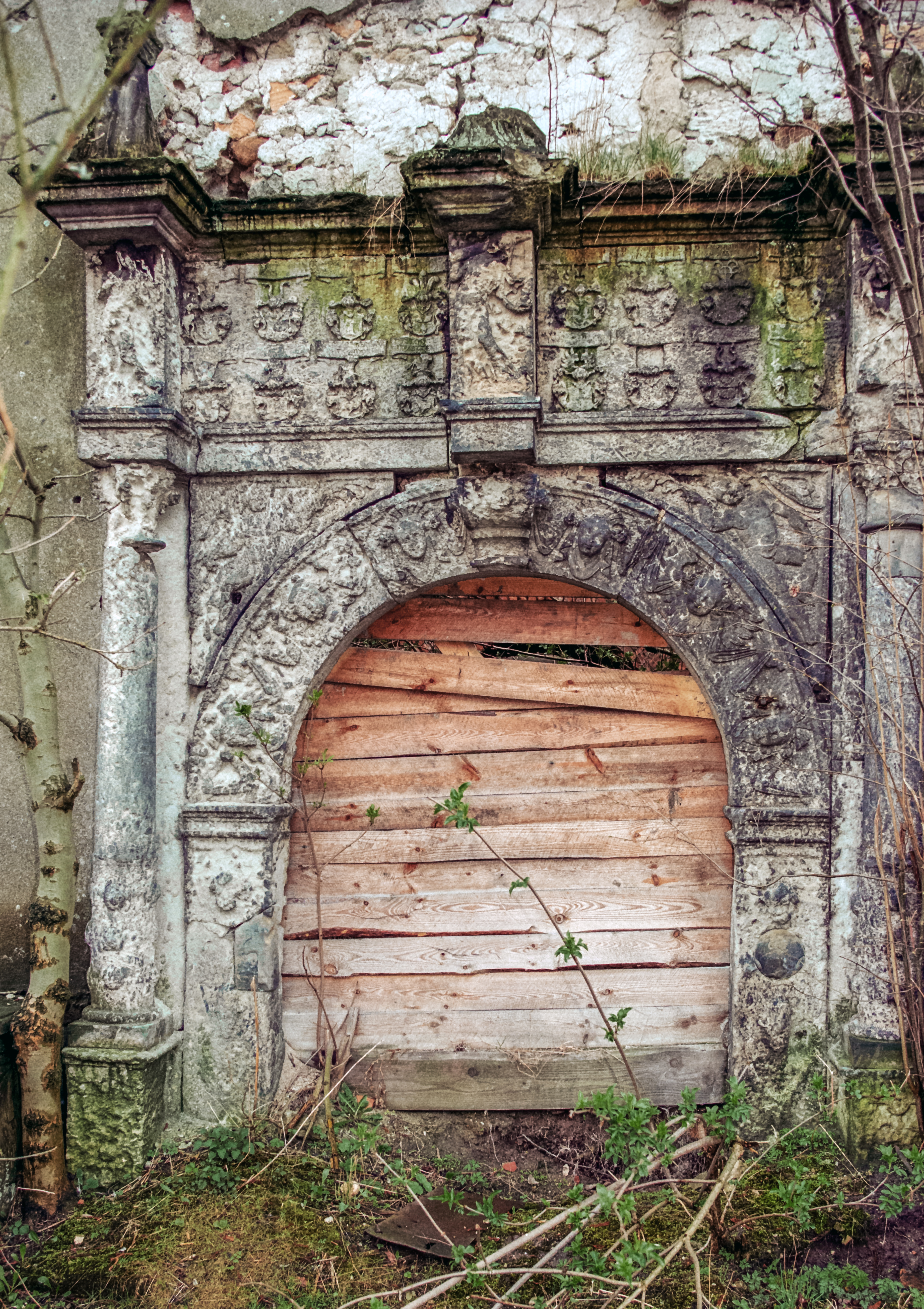
Portal z herbami

Fryz zwieńczony kartuszem z herbami Kacpra von Warnsdorf oraz Heleny von Zedlitz-Leipe podtrzymywany przez gryfy, przedzielonym figurą NMP umieszczoną na cokole wspartym na agrafie. Na portalu znajdowały się wykonane w rzeźbie i płaskorzeźby-personifikacje cnót: Męstwa, Roztropności, Umiarkowania, Sprawiedliwości (na samym szczycie), Miłosierdzia, Wiary i Nadziei. Portal obecnie (2023) nie istnieje. W 2006 po portalu zostały dwa fragmenty pilastrów, które były za kolumnami. Resztki tynków wskazują na dekoracje sgraffitowe.
Na północ od zamku znajdują się zabudowania gospodarcze z XVII w., przebudowane w XVIII w. Zamek jak i wszystkie budynki folwarczne pokrywała dekoracja sgraffitowa. 
Na początku XIV wieku zamek (zwany wówczas Gosbinsdorf) przeszedł w ręce księcia Henryk I jaworskiego, a następnie - jako lenno - rycerza Gebhardta von Querenfurthe. Kolejnymi właścicielami był ród von Redern, rycerz Johann von Greisslau, a po 1381 - przez 250 lat - rodzina von Warnsdorf.
Do 1945 własność rodziny von Bibran. Zniszczenia zamku dokonano w końcu II wojny światowej, kiedy 3 marca 1945 roku został pomyłkowo zniszczony w wyniku nalotu Luftwaffe. W rezultacie zamek oraz zgromadzone w nim zbiory biblioteczne i dzieła sztuki spłonęły. Na początku lat 60. XX w. pojawiły się plany jego ponownego zagospodarowania, ale nie zostały one zrealizowane.
W 1965 r. zabezpieczono go jako trwałą ruinę.

## Herby

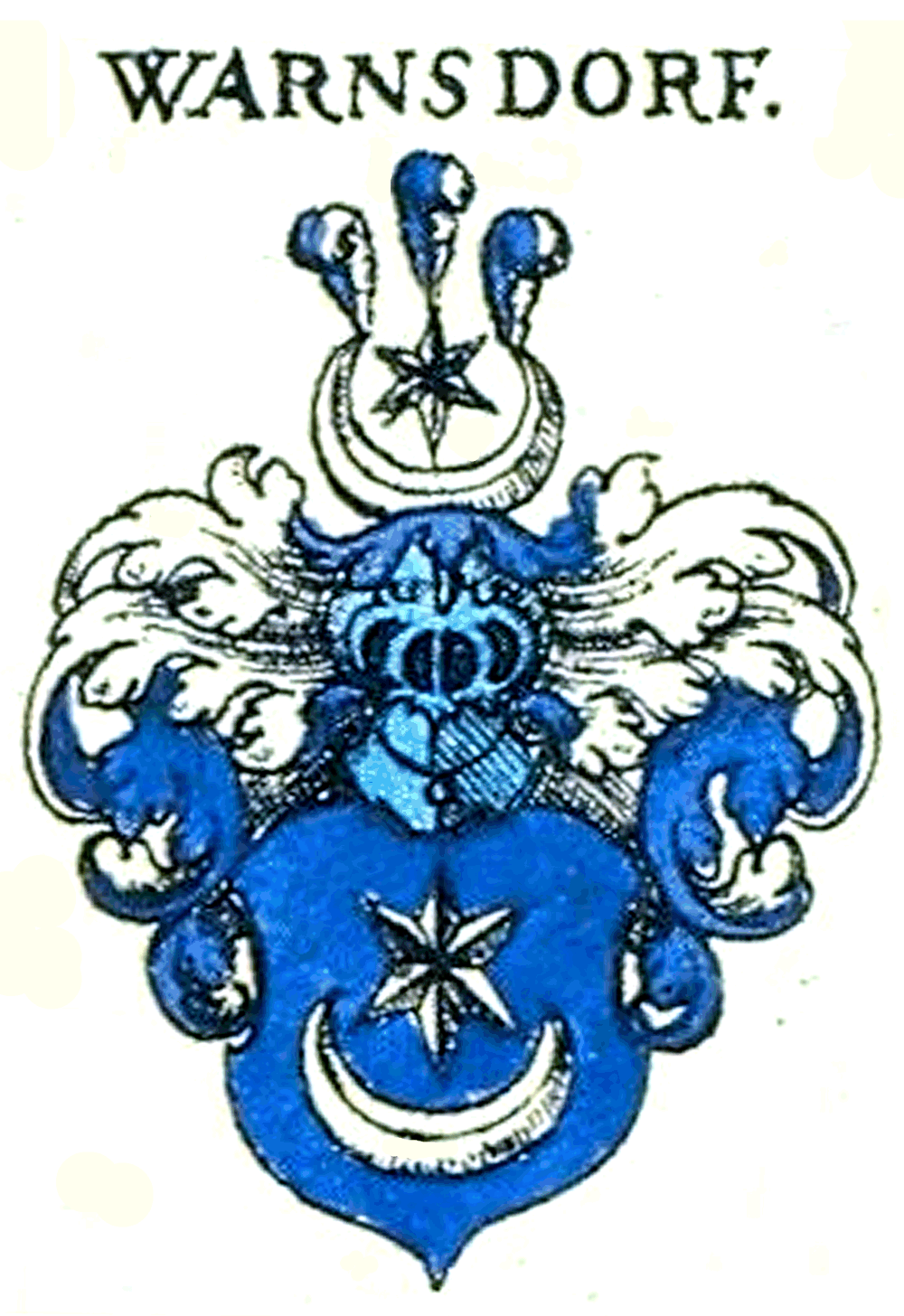
1. Warnsdorf
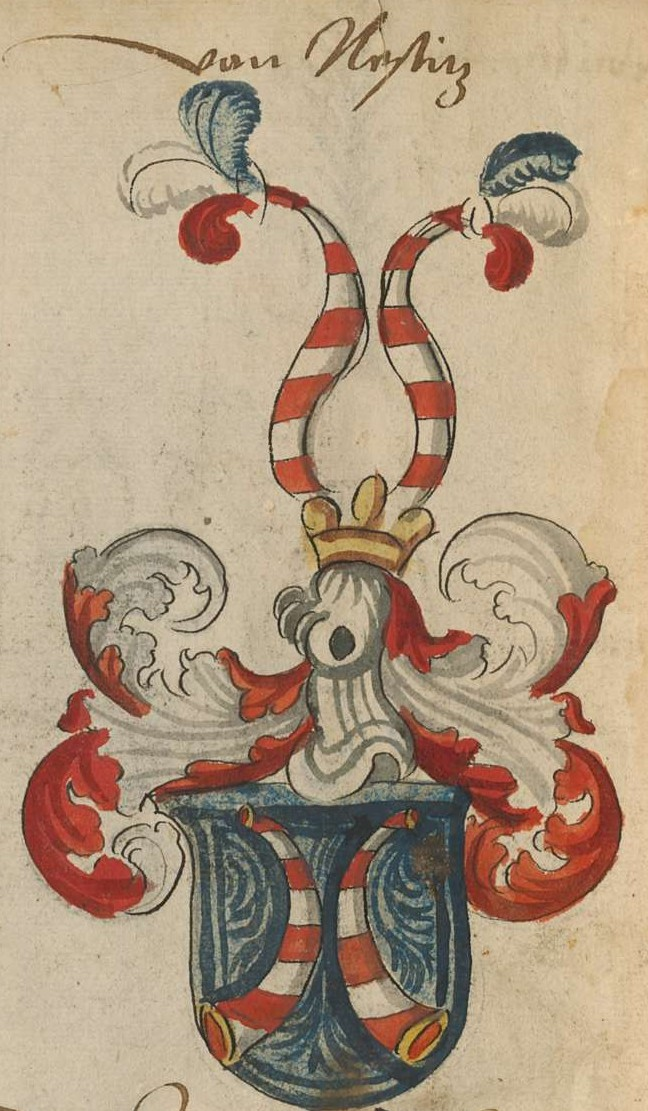
2. Nostiz
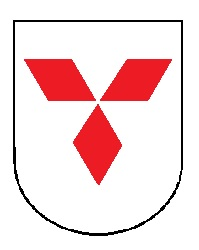
4. Braun (tarcza)
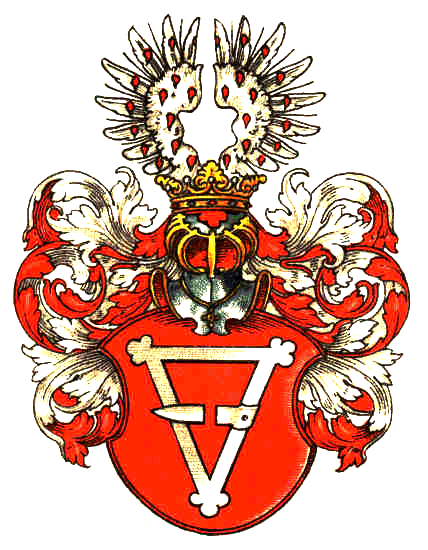
5.8. Zedlitz
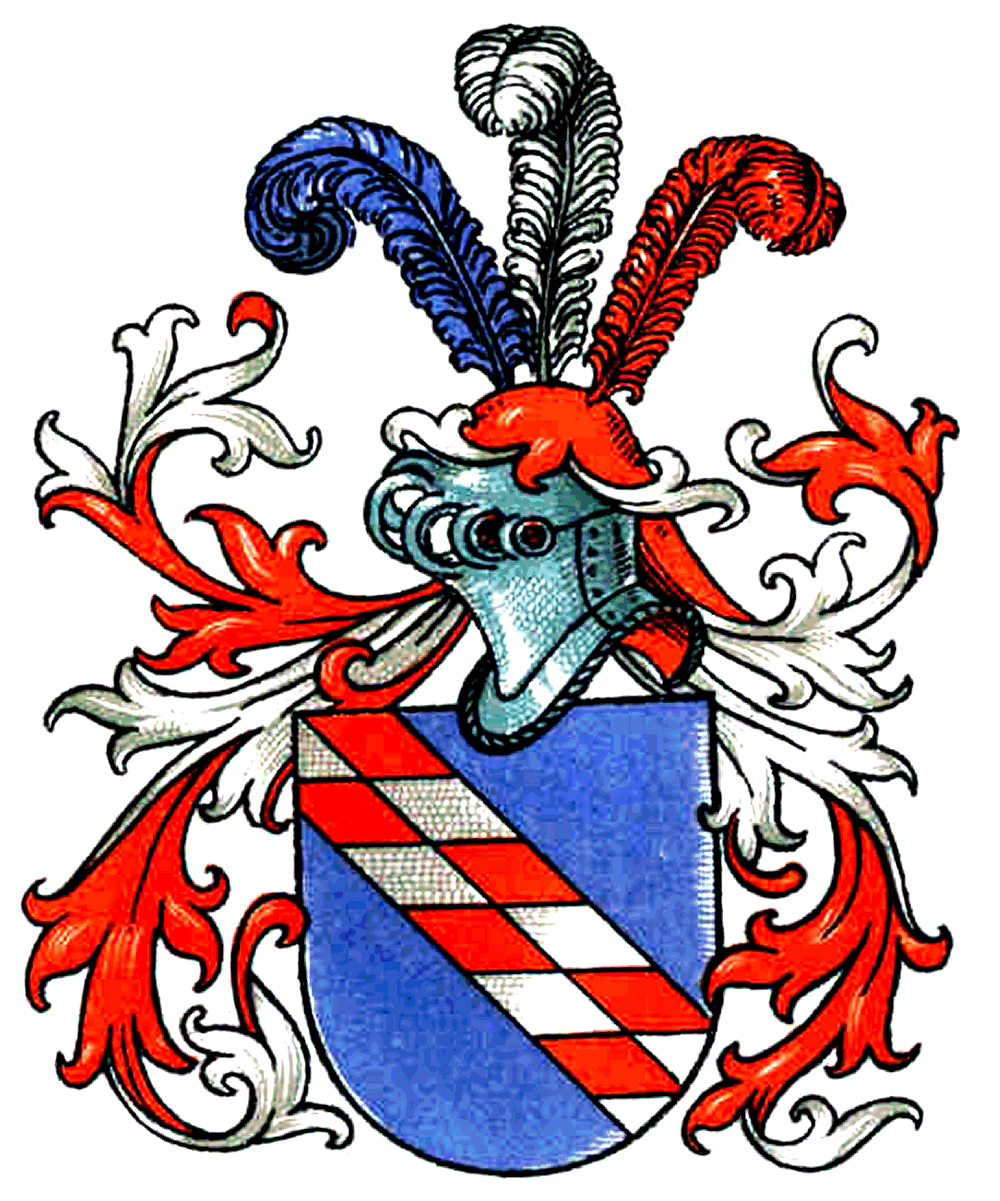
6. Wiese
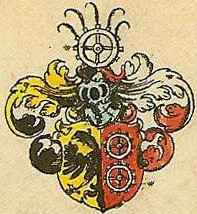
7. Mühlheim
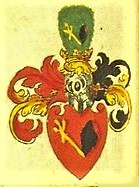
1. Thader
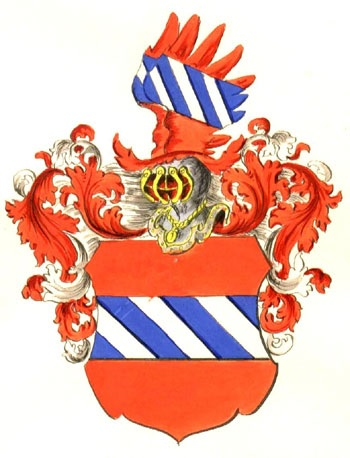
2. Knobelsdorff
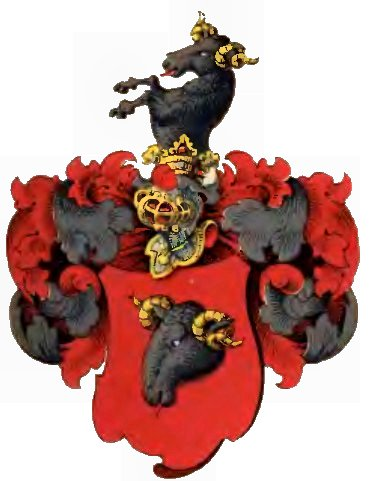
3.4. Rechenberg
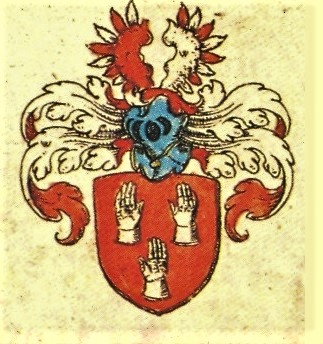
5. Elbel
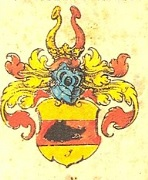
7. Peterswald
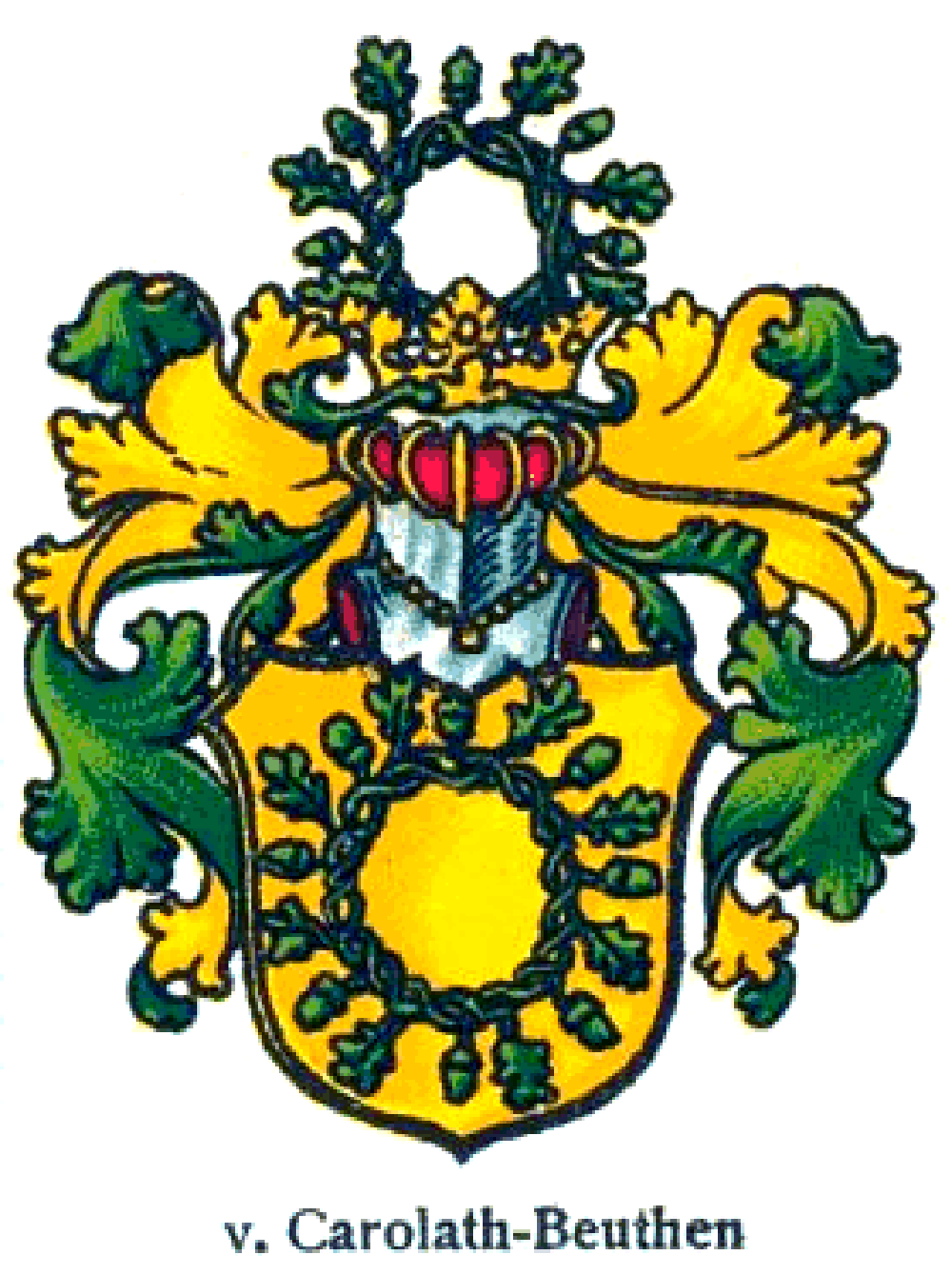
8. Schoenaich